# Rajd Madery 2007
Rajd Madery 2007 (48. Rali Vinho da Madeira) – 48. edycja rajdu samochodowego Rajd Madery rozgrywanego w Portugalii. Rozgrywany był od 2 do 4 sierpnia 2007 roku. Była to siódma runda Rajdowych Mistrzostw Europy w roku 2007 oraz piąta runda Intercontinental Rally Challenge w roku 2007 i piąta runda Rajdowych Mistrzostw Portugalii. Składał się z 18 odcinków specjalnych.

## Klasyfikacja rajdu
| Miejsce                            | Kierowca                       | Pilot                          | Samochód                       | Czas                           | Strata                         |                                |
| Klasyfikacja generalna i (IRC)     | Klasyfikacja generalna i (IRC) | Klasyfikacja generalna i (IRC) | Klasyfikacja generalna i (IRC) | Klasyfikacja generalna i (IRC) | Klasyfikacja generalna i (IRC) | Klasyfikacja generalna i (IRC) |
| ---------------------------------- | ------------------------------ | ------------------------------ | ------------------------------ | ------------------------------ | ------------------------------ | ------------------------------ |
| 1. (1.)                            | Giandomenico Basso             | Mittia Dotta                   | Abarth Grande Punto S2000      | 3:06:13.4                      | 0.0                            |                                |
| 2. (2.)                            | Bruno Magalhaes                | Paulo Grave                    | Peugeot 207 S2000              | 3:08:39.8                      | +2:26.4                        |                                |
| 3. (3.)                            | Enrique García Ojeda           | Jordi Barrabés                 | Peugeot 207 S2000              | 3:09:06.2                      | +2:52.8                        |                                |
| 4. (4.)                            | José Pedro Fontes              | Fernando Prata                 | Abarth Grande Punto S2000      | 3:09:52.4                      | +3:39.0                        |                                |
| 5. (5.)                            | Bernd Casier                   | Frederic Miclotte              | Peugeot 207 S2000              | 3:11:50.7                      | +5:37.3                        |                                |
| 6. (6.)                            | Corrado Fontana                | Renzo Casazza                  | Abarth Grande Punto S2000      | 3:11:54.0                      | +5:40.6                        |                                |
| 7. (7.)                            | Simon Jean-Joseph              | Jacques Boyeres                | Citroën C2 S1600               | 3:12:16.9                      | +6:03.5                        |                                |
| 8. (8.)                            | Alexandre Camacho              | Rui Abreu                      | Peugeot 206 S1600              | 3:13:13.3                      | +6:59.9                        |                                |
| 9. (9.)                            | Nicolas Vouilloz               | Nicolas Klinger                | Peugeot 207 S2000              | 3:13:14.6                      | +7:01.2                        |                                |
| 10.                                | Filipe Freitas                 | Daniel Figueiroa               | Renault Clio S1600             | 3:14:26.5                      | +8:13.1                        |                                |
| 11. (10.)                          | Miguel Nunes                   | José Camacho                   | Peugeot 206 S1600              | 3:15:33.9                      | +9:20.5                        |                                |
| Klasyfikacja ERC                   |                                |                                |                                |                                |                                |                                |
| 1.(3.)                             | Enrique García Ojeda           | Jordi Barrabés                 | Peugeot 207 S2000              | 3:09:06.2                      | 0.0                            |                                |
| 2.(7.)                             | Corrado Fontana                | Renzo Casazza                  | Abarth Grande Punto S2000      | 3:11:54.0                      | +2:47.8                        |                                |
| 3.(8.)                             | Simon Jean-Joseph              | Jacques Boyeres                | Citroën C2 S1600               | 3:12:16.9                      | +3:10.7                        |                                |
| 4.(10.)                            | Nicolas Vouilloz               | Nicolas Klinger                | Peugeot 207 S2000              | 3:13:14.6                      | +4:08.4                        |                                |
| 5.(14.)                            | Volkan Isik                    | Kaan Özsenler                  | Abarth Grande Punto S2000      | 3:19:03.2                      | +9:57.0                        |                                |
| 6.(15.)                            | Marco Caviglioli               | Nicola Arena                   | Peugeot 207 S2000              | 3:19:11.0                      | +10:04.8                       |                                |
| 7.(16.)                            | Dani Solá                      | Óscar Sánchez                  | Honda Civic Type-R             | 3:19:17.1                      | +10:10.9                       |                                |
| Klasyfikacja mistrzostw Portugalii |                                |                                |                                |                                |                                |                                |
| 1.(2.)                             | Bruno Magalhães                | Paulo Grave                    | Peugeot 207 S2000              | 3:08:39.8                      | 0.0                            |                                |